# 拉沙佩勒格兰
拉沙佩勒格兰（法語：La Chapelle-Glain，法語發音：[la ʃapɛl ɡlɛ̃] ⓘ）是法国大西洋卢瓦尔省的一个市镇，位于该省东北部，属于沙托布里扬-昂斯尼区。

## 地理
拉沙佩勒格兰（47°37'23"N, 1°11'49"W）面积34.5 平方千米，位于法国卢瓦尔河地区大区大西洋卢瓦尔省，该省份为法国西北部沿海省份，位于布列塔尼半岛东南部，北起伊勒-维莱讷省，西北接莫尔比昂省，西临大西洋，南至旺代省，东临曼恩-卢瓦尔省。
与拉沙佩勒格兰接壤的市镇（或旧市镇、城区）包括：沙兰拉波特里、瑞涅德穆捷、小欧韦内、勒潘、圣于连德武旺特、瓦隆德莱德尔、翁布雷当茹。

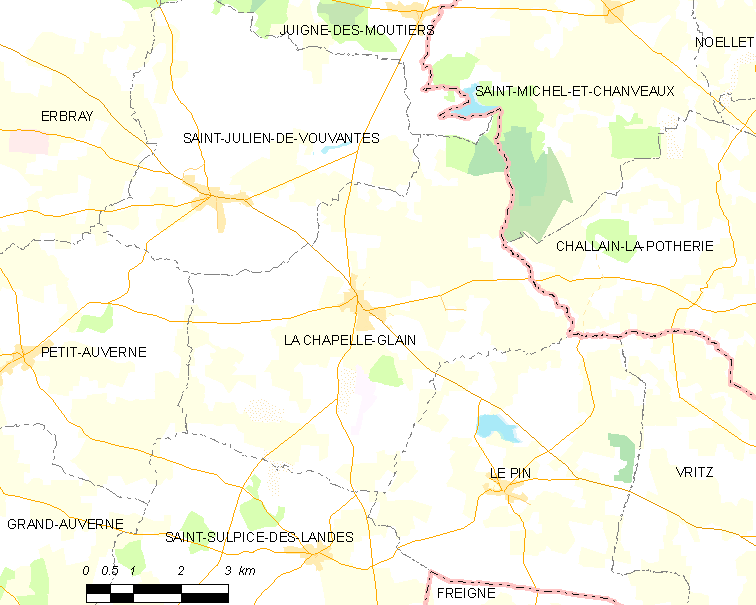
拉沙佩勒格兰的OSM定位图

拉沙佩勒格兰的时区为UTC+01:00、UTC+02:00（夏令时）。

## 行政
拉沙佩勒格兰的邮政编码为44670，INSEE市镇编码为44031。

## 政治
拉沙佩勒格兰所属的省级选区为沙托布里扬县。

## 人口

1962-2008年间拉沙佩勒格兰人口变化图示

拉沙佩勒格兰于2022年1月1日时的人口数量为811人。